# Danh sách bộ vi xử lý AMD
Đây là danh sách các bộ vi xử lý của AMD, được sắp xếp theo thế hệ và năm phát hành.

## Kiến trúc gốc AMD

### Am2900series (1975)
- Am2901 4-bit-slice ALU (1975)
- Am2902 Look-Ahead Carry Generator
- Am2903 4-bit-slice ALU, with hardware multiply
- Am2904 Status and Shift Control Unit
- Am2905 Bus Transceiver
- Am2906 Bus Transceiver with Parity
- Am2907 Bus Transceiver with Parity
- Am2908 Bus Transceiver with Parity
- Am2909 4-bit-slice address sequencer
- Am2910 12-bit address sequencer
- Am2911 4-bit-slice address sequencer
- Am2912 Bus Transceiver
- Am2913 Priority Interrupt Expander
- Am2914 Priority Interrupt Controller

### 29000 (29K) (1987–95)
- AMD 29000 (aka 29K) (1987)
- AMD 29005 Above without (functional) MMU and BTC
- AMD 29027 FPU
- AMD 29030
- AMD 29050 with on-chip FPU (1990)
- AMD 292xx embedded processor

## Bộ xử lí kiến trúc phi x86

### 2nd source (1974)
Am9080

### 2nd source (1982)
Am29X305 (second source for Signetics 8X305)

### ARMbased Opteron Processors (2016)
Dòng AMD Opteron A1100

## Bộ xử lí kiến trúc x86

### 2nd source (1979–91)
(second-sourced x86 processors produced under contract with Intel)
- 8086
- 8088
- Am286 (2nd-sourced 80286, so not a proper Amx86 member)

### Dòng Amx86 (1991–95)
- Am386 (1991)
- Am486 (1993)
- Am5x86 (1995)

### Kiến trúc K5(1995)
- AMD K5 (SSA5/5k86)

### Kiến trúc K6(1997–2001)
- AMD K6 (NX686/Little Foot) (1997)
- AMD K6-2 (Chompers/CXT)
  - AMD K6-2-P (Mobile K6-2)
- AMD K6-III (Sharptooth)
  - AMD K6-III-P
- AMD K6-2+
- AMD K6-III+

### Kiến trúc K7(1999–2005)
- Athlon (Slot A) (Argon, Pluto/Orion, Thunderbird) (1999)
- Athlon (Socket A) (Thunderbird) (2000)
- Duron (Spitfire, Morgan, Applebred) (2000)
- Athlon MP (Palomino, Thoroughbred, Barton, Thorton) (2001)
- Mobile Athlon 4 (Corvette/Mobile Palomino) (2001)
- Athlon XP (Palomino, Thoroughbred (A/B), Barton, Thorton) (2001)
- Mobile Athlon XP (Mobile Palomino) (2002)
- Mobile Duron (Camaro/Mobile Morgan) (2002)
- Sempron (Thoroughbred, Thorton, Barton) (2004)
- Mobile Sempron

## Bộ xử lí kiến trúc x86-64

### Kiến trúc nhân K8
Dòng K8 (2003–)
- Opteron (SledgeHammer) (2003)
- Athlon 64 FX (SledgeHammer) (2003)
- Athlon 64 (ClawHammer/Newcastle) (2003)
- Mobile Athlon 64 (Newcastle) (2004)
- Athlon XP-M (Dublin) (2004) Note: AMD64 disabled
- Sempron (Paris) (2004) Note: AMD64 disabled
- Athlon 64 (Winchester) (2004)
- Turion 64 (Lancaster) (2005)
- Athlon 64 FX (San Diego) (1st half 2005)
- Athlon 64 (San Diego/Venice) (1st half 2005)
- Sempron (Palermo) (1st half 2005)
- Athlon 64 X2 (Manchester) (1st half 2005)
- Athlon 64 X2 (Toledo) (1st half 2005)
- Athlon 64 FX (Toledo) (2nd half 2005)
- Turion 64 X2 (Taylor) (1st half 2006)
- Athlon 64 X2 (Windsor) (1st half 2006)
- Athlon 64 FX (Windsor) (1st half 2006)
- Athlon 64 X2 (Brisbane) (2nd half 2006)
- Athlon 64 (Orleans) (2nd half 2006)
- Sempron (Manila) (1st half 2006)
- Sempron (Sparta)
- Opteron (Santa Rosa)
- Opteron (Santa Ana)
- Mobile Sempron

### Kiến trúc nhân K10
K10 series CPUs (2007–)
- Opteron (Barcelona) (ngày 10 tháng 9 năm 2007)
- Phenom FX (Agena FX) (Q1 2008)
- Phenom X4 (9-series) (Agena) (ngày 19 tháng 11 năm 2007[1])
- Phenom X3 (8-series) (Toliman) (April 2008[2])
- Athlon 6-series (Kuma) (February 2007[3])
- Athlon 4-series (Kuma) (2008)
- Athlon X2 (Rana) (Q4 2007)
- Sempron (Spica)
- Opteron (Budapest)
- Opteron (Shanghai)
- Opteron (Magny-Cours)
- Phenom II (X4 in ngày 8 tháng 1 năm 2009, X6 in ngày 27 tháng 4 năm 2010)
- Athlon II
- Turion II (Caspian) More info

K10 series APUs (2011–)
- Llano AMD Fusion (K10 cores + Redwood-class GPU) (launch Q2 2011, this is the very first AMD APU)

### Bulldozer Family (Bulldozer, Piledriver, Steamroller, Excavator)
Used for both CPUs and APUs.

Bulldozer series CPUs (2011–)
- Interlagos Opteron (Bulldozer core) (launch Q4 2011)
- Zambezi (Bulldozer core) (launch Q4 2011)
- Vishera (Piledriver core) (launch Q4 2012)
- (Steamroller core) (launch Q1 2014)
- (Excavator core) (launch 2015)

### Kiến trúc nhân Bobcat (APU)
Low-power APUs.

Bobcat series APUs (2011–)
- Ontario (Bobcat cores + Cedar-class GPU) (launch Q1 2011)
- Zacate (Bobcat cores + Cedar-class GPU) (launch Q1 2011)

### Jaguar Family (Jaguar, Puma) (APU)
Low-power APUs.

Jaguar series APUs (2013–)
- Kabini (notebooks)
- Temash (tablets)
- Kyoto (micro-servers)
- G-Series (embedded)

Puma series APUs (2014-)
- Beema (notebooks)
- Mullins (tablets)

### Kiến trúc nhân Zen
Used for CPUs and APUs.

Zen series CPUs (2017– now)
- Ryzen (Desktop)
- Threadripper (High end desktop)
- Epyc (Server)